# Horse Pasture
Horse Pasture is een plaats (census-designated place) in de Amerikaanse staat Virginia, en valt bestuurlijk gezien onder Henry County.

## Demografie
Bij de volkstelling in 2000 werd het aantal inwoners vastgesteld op 2255.

## Geografie
Volgens het United States Census Bureau beslaat de plaats een oppervlakte van
25,0 km², waarvan 24,9 km² land en 0,1 km² water.

## Plaatsen in de nabije omgeving
De onderstaande figuur toont nabijgelegen plaatsen in een straal van 12 km rond Horse Pasture.